# Hourtin
Hourtin est une commune du Sud-Ouest de la France, dans le département de la Gironde, en région Nouvelle-Aquitaine.
Avec 4 028 habitants en 2022, cette commune du Médoc se divise en six quartiers principaux : Hourtin-Ville, Hourtin-Port, Hourtin-Plage, Lachanau, Contaut, Piqueyrot. Nichée au cœur de la forêt des Landes, elle borde la côte d’Argent et comprend la moitié de la superficie  du plus grand lac naturel d'eau douce de France, le lac d'Hourtin et de Carcans. Hourtin est également la trentième plus grande commune de France de par sa superficie. Une partie du territoire communal est classée en réserve naturelle nationale.
Pôle économique centré sur le secteur tertiaire (commerce, artisanat notamment), Hourtin est également une des principales stations balnéaires médocaines, bénéficiant de plages à la fois sur le lac et sur l'océan Atlantique.
Hourtin fait partie du Pays de Médoc et de la communauté de communes Médoc Atlantique, structure intercommunale rassemblant plus de 25 000 habitants en 2014.

## Géographie

### Localisation

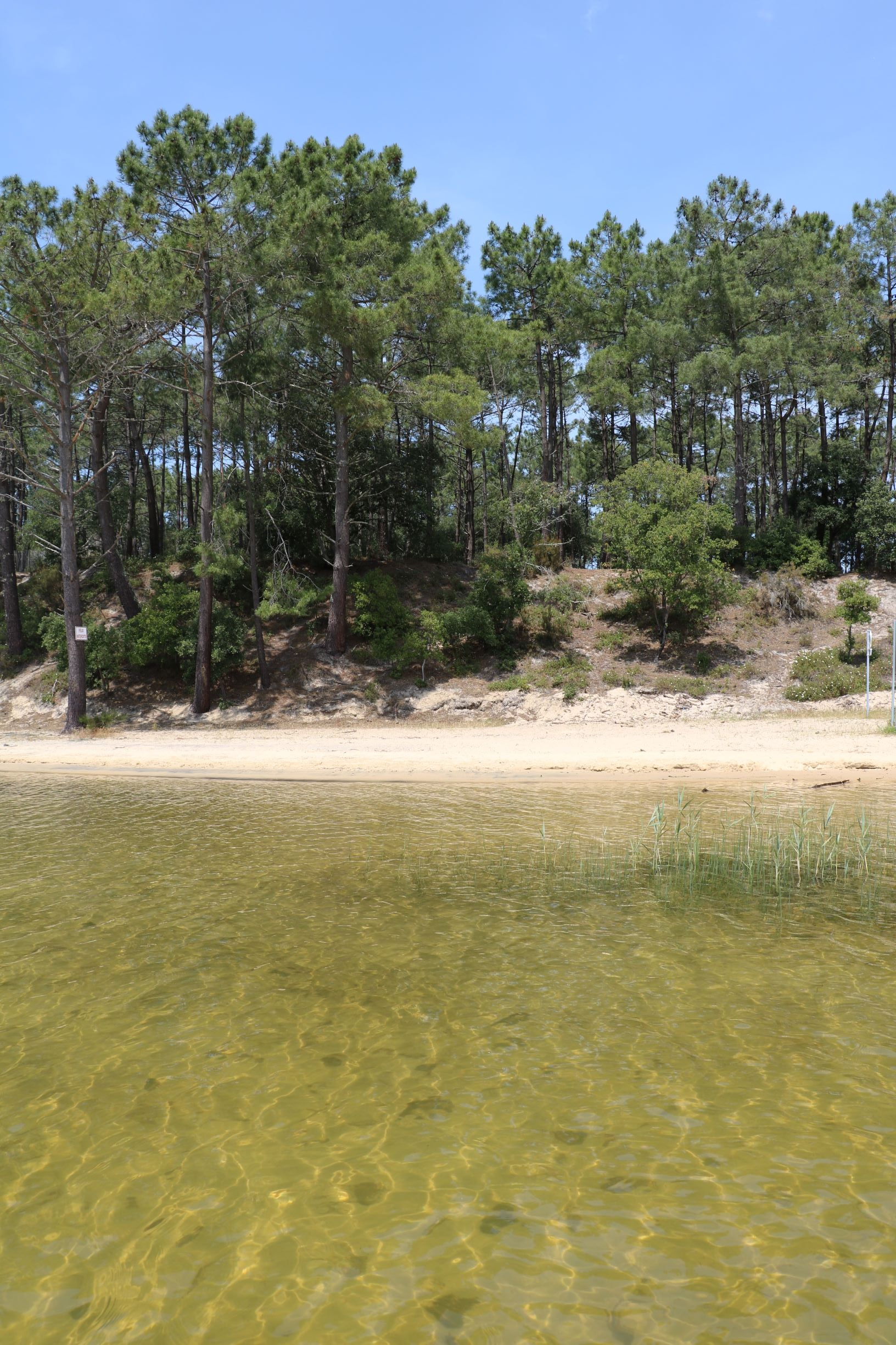
Plage de Piqueyrot sur la rive occidentale du lac.

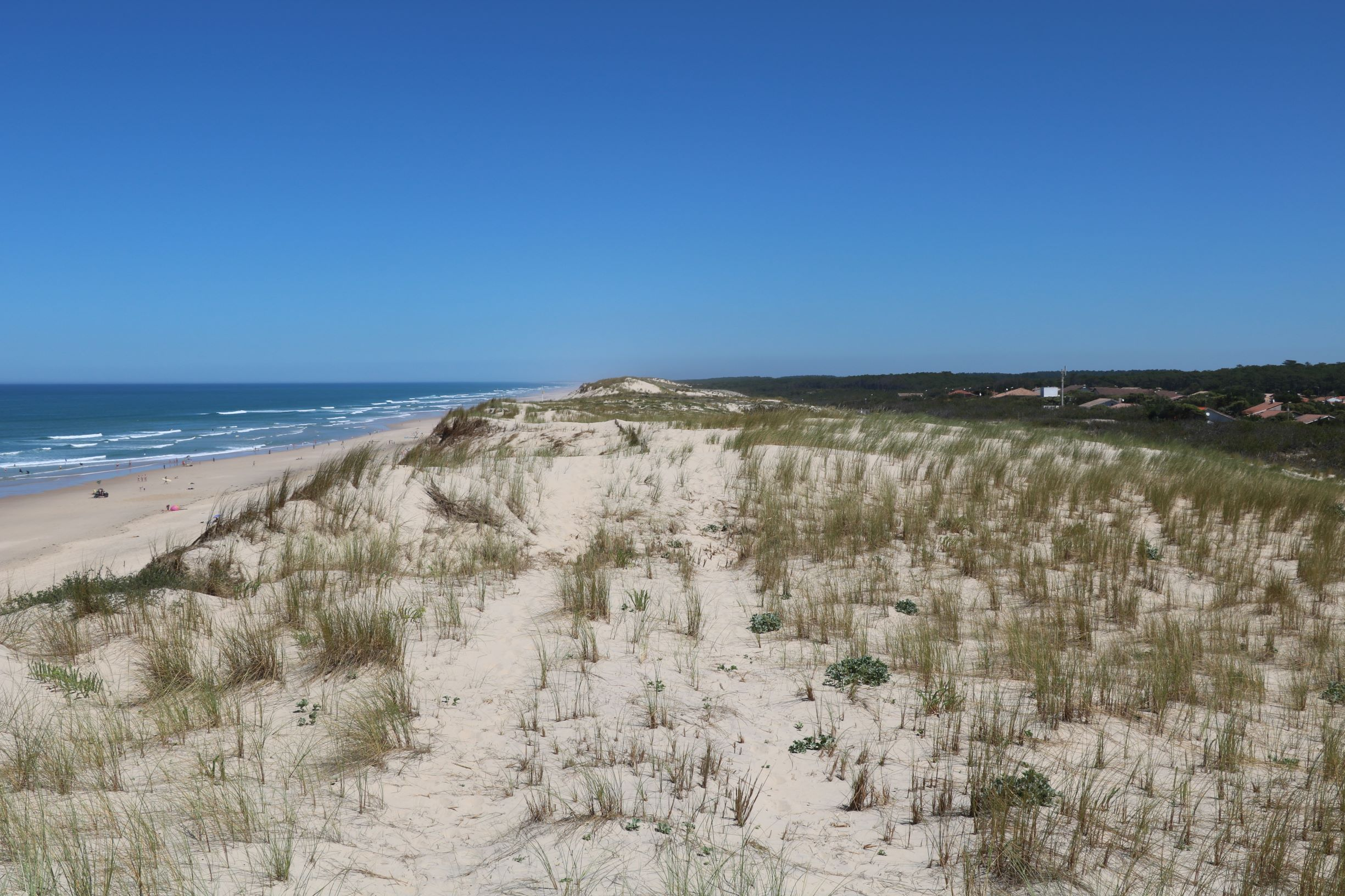
La plage centrale, le cordon dunaire et la forêt domaniale.

La commune d’Hourtin est située au nord-ouest du département de la Gironde, au cœur de la presqu’île du Médoc et plus précisément des Landes du Médoc. Riveraine de l’océan Atlantique, elle s’inscrit dans le cadre de la côte d’Argent. Elle se divise entre trois quartiers principaux (Hourtin-Ville, Hourtin-Port et Hourtin-Plage) et plusieurs hameaux (Contaut, Piqueyrot et Lachanau), distants de plusieurs kilomètres les uns des autres. Le centre administratif de la commune, Hourtin-Ville, est ainsi distant de 12 km de Hourtin-Plage, station balnéaire et principal pôle touristique en période estivale.
Hourtin partage avec sa voisine Carcans le lac d'Hourtin et de Carcans, un des « Grands lacs landais » qui bordent le littoral girondin et landais. Il s'étend sur 5,800 hectares.
La commune s’inscrit en outre dans la forêt des Landes de Gascogne, immense pinède qui forme un triangle allant de la pointe de Grave au Nord, à Hossegor au Sud et Nérac à l’Est. D'une superficie de près d'un million d'hectares, elle est la plus grande forêt de France et la plus grande forêt artificielle d'Europe occidentale conduite intensivement et majoritairement en une monoculture de pin maritime. Principalement privée, elle comprend une partie domaniale située près du cordon littoral atlantique. Elle abrite la plus grande partie d’une réserve naturelle nationale, la réserve naturelle nationale des dunes et marais d'Hourtin, dont la gestion est confiée à l’Office national des forêts Landes-Nord-Aquitaine.
Hourtin appartient à l’arrondissement de Lesparre-Médoc et au canton du Sud-Médoc, centré sur Lacanau. La commune se trouve à 8,1 kilomètres de Naujac-sur-Mer, 11,8 kilomètres de Carcans, 16,6 kilomètres de Lesparre-Médoc, 19 kilomètres de Saint-Laurent-Médoc, 23,1 kilomètres de Lacanau, 24,4 kilomètres de Pauillac, 27,4 kilomètres de Saint-Vivien-de-Médoc, 36,9 kilomètres de Soulac-sur-Mer, 49,1 kilomètres de Royan (par le bac), 53,7 kilomètres de Bordeaux, préfecture départementale et capitale régionale, et 59,2 kilomètres d’Arcachon.
Les infrastructures routières mettent Hourtin-Ville à 20 min de Lesparre-Médoc, sous-préfecture et principale agglomération des environs, 30 min de Pauillac, 1 h 20 min de Royan, 1 h 30 min de Bordeaux et 1 h 45 min d'Arcachon.

### Communes limitrophes
Les communes limitrophes sont Naujac-sur-Mer, Carcans, Lesparre-Médoc, Saint-Germain-d'Esteuil et Saint-Laurent-Médoc.
|                  | Naujac-sur-Mer | Lesparre-Médoc, Saint-Germain-d'Esteuil |
| Océan Atlantique | Hourtin        | Saint-Laurent-Médoc                     |
|                  | Carcans        |                                         |

### Climat
Pour des articles plus généraux, voir Climat de la Nouvelle-Aquitaine et Climat de la Gironde.
Historiquement, la commune est exposée à un climat océanique aquitain.  
En 2020, Météo-France publie une typologie des climats de la France métropolitaine dans laquelle la commune est exposée à un climat océanique et est dans la région climatique Littoral charentais et aquitain, caractérisée par une pluviométrie élevée en automne et en hiver, un bon ensoleillement, des hiver doux (6,5 °C), soumis à la brise de mer.
Pour la période 1971-2000, la température annuelle moyenne est de 13 °C, avec une amplitude thermique annuelle de 13,8 °C. Le cumul annuel moyen de précipitations est de 919 mm, avec 12,6 jours de précipitations en janvier et 6,8 jours en juillet. Pour la période 1991-2020, la température moyenne annuelle observée sur la station météorologique la plus proche, située sur la commune de Lesparre-Médoc à 16 km à vol d'oiseau, est de 13,3 °C et le cumul annuel moyen de précipitations est de 872,2 mm,. Pour l'avenir, les paramètres climatiques de la commune estimés pour 2050 selon différents scénarios d’émission de gaz à effet de serre sont consultables sur un site dédié publié par Météo-France en novembre 2022.

## Urbanisme

### Typologie
Au 1er janvier 2024, Hourtin est catégorisée bourg rural, selon la nouvelle grille communale de densité à sept niveaux définie par l'Insee en 2022.
Elle appartient à l'unité urbaine de Hourtin, une unité urbaine monocommunale constituant une ville isolée,. Par ailleurs la commune fait partie de l'aire d'attraction de Bordeaux, dont elle est une commune de la couronne,. Cette aire, qui regroupe 275 communes, est catégorisée dans les aires de 700 000 habitants ou plus (hors Paris),.
La commune, bordée par un plan d’eau intérieur d’une superficie supérieure à 1 000 hectares, le lac d'Hourtin et de Carcans, est également une commune littorale au sens de la loi du 3 janvier 1986, dite loi littoral. Des dispositions spécifiques d’urbanisme s’y appliquent dès lors afin de préserver les espaces naturels, les sites, les paysages et l’équilibre écologique du littoral, tel le principe d'inconstructibilité, en dehors des espaces urbanisés, sur la bande littorale des 100 mètres, ou plus si le plan local d’urbanisme le prévoit.

### Occupation des sols

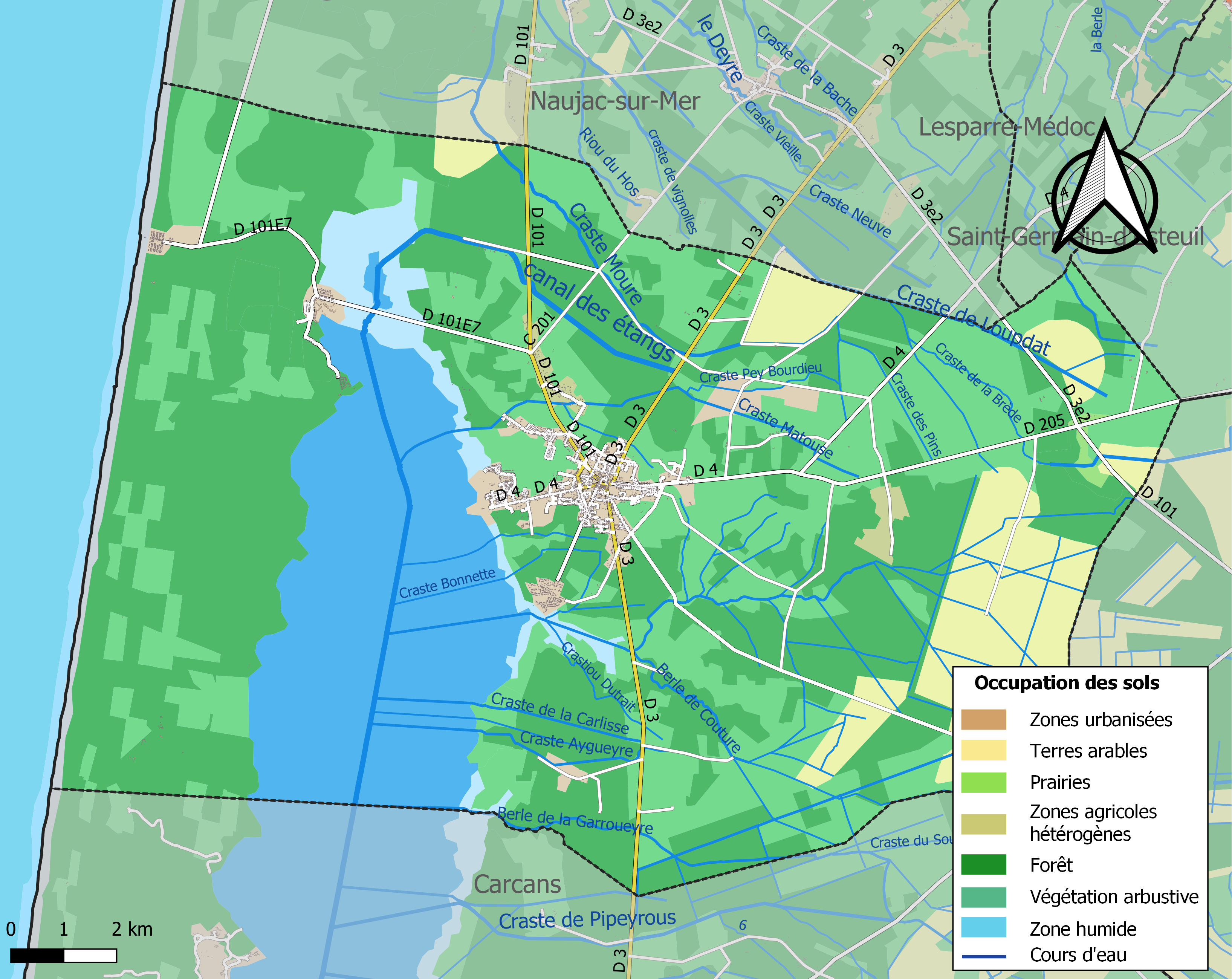
Carte des infrastructures et de l'occupation des sols de la commune en 2018 (CLC).

L'occupation des sols de la commune, telle qu'elle ressort de la base de données européenne d’occupation biophysique des sols Corine Land Cover (CLC), est marquée par l'importance des forêts et milieux semi-naturels (70,3 % en 2018), en diminution par rapport à 1990 (71,4 %). La répartition détaillée en 2018 est la suivante : 
forêts (40,2 %), milieux à végétation arbustive et/ou herbacée (28,9 %), eaux continentales (14,5 %), terres arables (8,6 %), zones humides intérieures (2,7 %), zones urbanisées (2,1 %), espaces ouverts, sans ou avec peu de végétation (1,1 %), zones agricoles hétérogènes (0,6 %), mines, décharges et chantiers (0,5 %), espaces verts artificialisés, non agricoles (0,3 %), prairies (0,2 %), zones humides côtières (0,2 %). L'évolution de l’occupation des sols de la commune et de ses infrastructures peut être observée sur les différentes représentations cartographiques du territoire : la carte de Cassini (XVIIIe siècle), la carte d'état-major (1820-1866) et les cartes ou photos aériennes de l'IGN pour la période actuelle (1950 à aujourd'hui).

### Risques majeurs
Le territoire de la commune d'Hourtin est vulnérable à différents aléas naturels : météorologiques (tempête, orage, neige, grand froid, canicule ou sécheresse), inondations, feux de forêts, mouvements de terrains et séisme (sismicité très faible). Il est également exposé à un risque technologique, le risque nucléaire. Un site publié par le BRGM permet d'évaluer simplement et rapidement les risques d'un bien localisé soit par son adresse soit par le numéro de sa parcelle.

#### Risques naturels
Certaines parties du territoire communal sont susceptibles d’être affectées par le risque d’inondation par submersion marine. La commune a été reconnue en état de catastrophe naturelle au titre des dommages causés par les inondations et coulées de boue survenues en 1982, 1983, 1999 et 2009,.
Hourtin est exposée au risque de feu de forêt. Depuis le 20 avril 2016, les départements de la Gironde, des Landes et de Lot-et-Garonne disposent d’un règlement interdépartemental de protection de la forêt contre les incendies. Ce règlement vise à mieux prévenir les incendies de forêt, à faciliter les interventions des services et à limiter les conséquences, que ce soit par le débroussaillement, la limitation de l’apport du feu ou la réglementation des activités en forêt. Il définit en particulier cinq niveaux de vigilance croissants auxquels sont associés différentes mesures. Sur le plan de l'aménagement du territoire la commune dispose d'un plan de prévention des risques incendies feux de forêts (PPRIF).
Les mouvements de terrains susceptibles de se produire sur la commune sont des avancées dunaires. La migration dunaire est le mouvement des dunes, vers l’intérieur des terres. Les actions conjuguées de la mer et du vent ont pour effet de déplacer les sables et donc de modifier la morphologie du littoral.

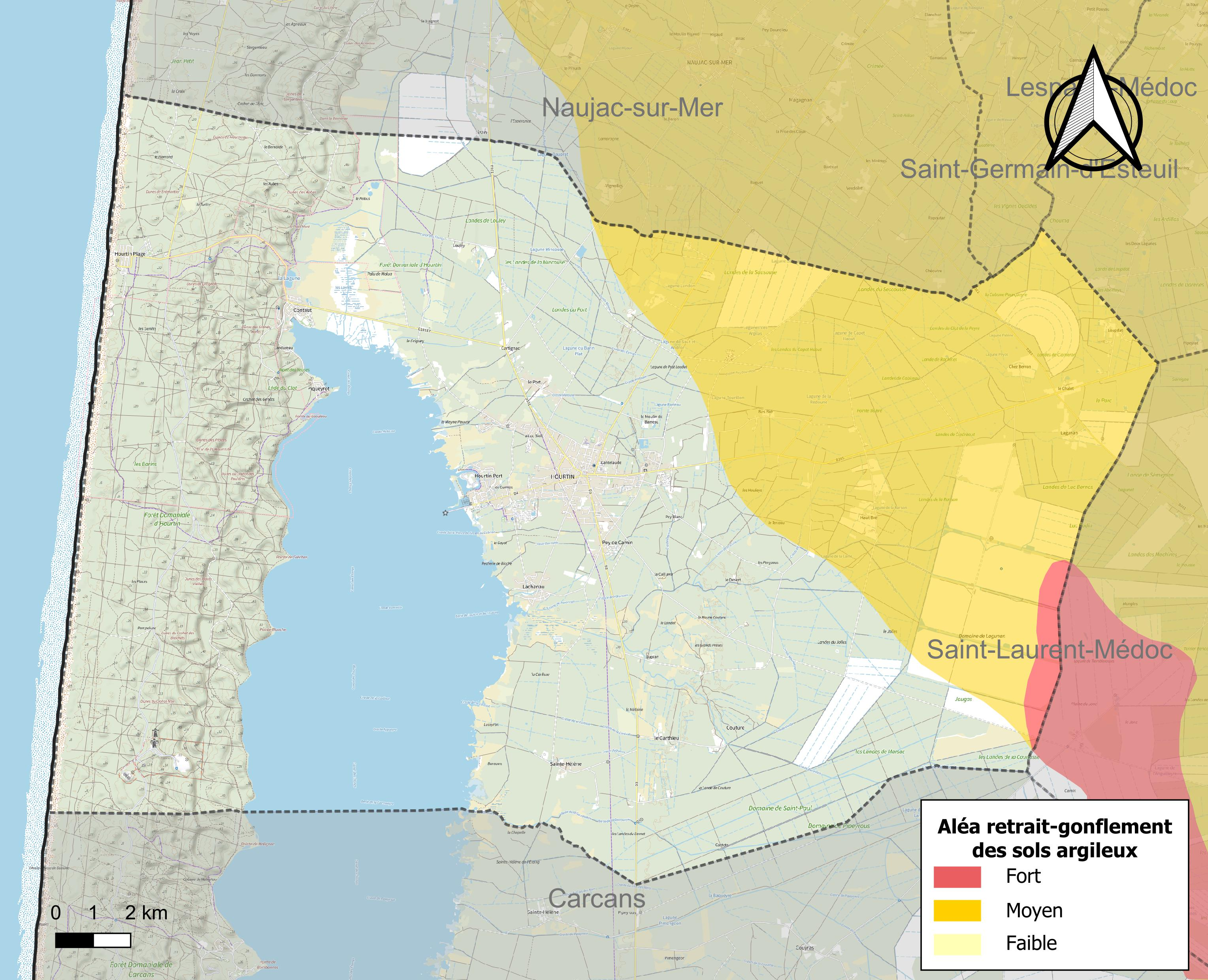
Carte des zones d'aléa retrait-gonflement des sols argileux d'Hourtin.

Le retrait-gonflement des sols argileux est susceptible d'engendrer des dommages importants aux bâtiments en cas d’alternance de périodes de sécheresse et de pluie. 23,8 % de la superficie communale est en aléa moyen ou fort (67,4 % au niveau départemental et 48,5 % au niveau national). Sur les 3 009 bâtiments dénombrés sur la commune en 2019, 49 sont en aléa moyen ou fort, soit 2 %, à comparer aux 84 % au niveau départemental et 54 % au niveau national. Une cartographie de l'exposition du territoire national au retrait gonflement des sols argileux est disponible sur le site du BRGM,.
Par ailleurs, afin de mieux appréhender le risque d’affaissement de terrain, l'inventaire national des cavités souterraines permet de localiser celles situées sur la commune.
Concernant les mouvements de terrains, la commune a été reconnue en état de catastrophe naturelle au titre des dommages causés par la sécheresse en 2003 et par des mouvements de terrain en 1999.

#### Risques technologiques
La commune étant située partiellement dans le périmètre du plan particulier d'intervention (PPI) de 20 km autour de la centrale nucléaire du Blayais, elle est exposée au risque nucléaire. En cas d'accident nucléaire, une alerte est donnée par différents médias (sirène, sms, radio, véhicules). Dès l'alerte, les personnes habitant dans le périmètre de 2 km se mettent à l'abri. Les personnes habitant dans le périmètre de 20 km peuvent être amenées, sur ordre du préfet, à évacuer et ingérer des comprimés d’iode stable,,.

## Toponymie
En occitan/gascon le nom de la commune s'écrit Hortin.
Hourtin étant en Médoc, pays gascon, la plupart des lieux-dits anciens y sont explicables par le gascon, par exemple la Palénouse, la craste du Poutéou (du Poteau), le Loc das Jacquets, le Hourtinat, la Houdine, le Hagnous, les Vignes oudides (houdides), Reychinet (Hreishinet), Haouguéras, Jaugas, le Caillava, le Camba, le Matoca, lous Barennats, lous Cambas, Griguey, la Garroueyre, le Bourdiley, l’Oumbreyre, la Cabane Pourqueyre, le Guiney, les Ardileys, lous Périlleys, Piqueyrot...

## Histoire

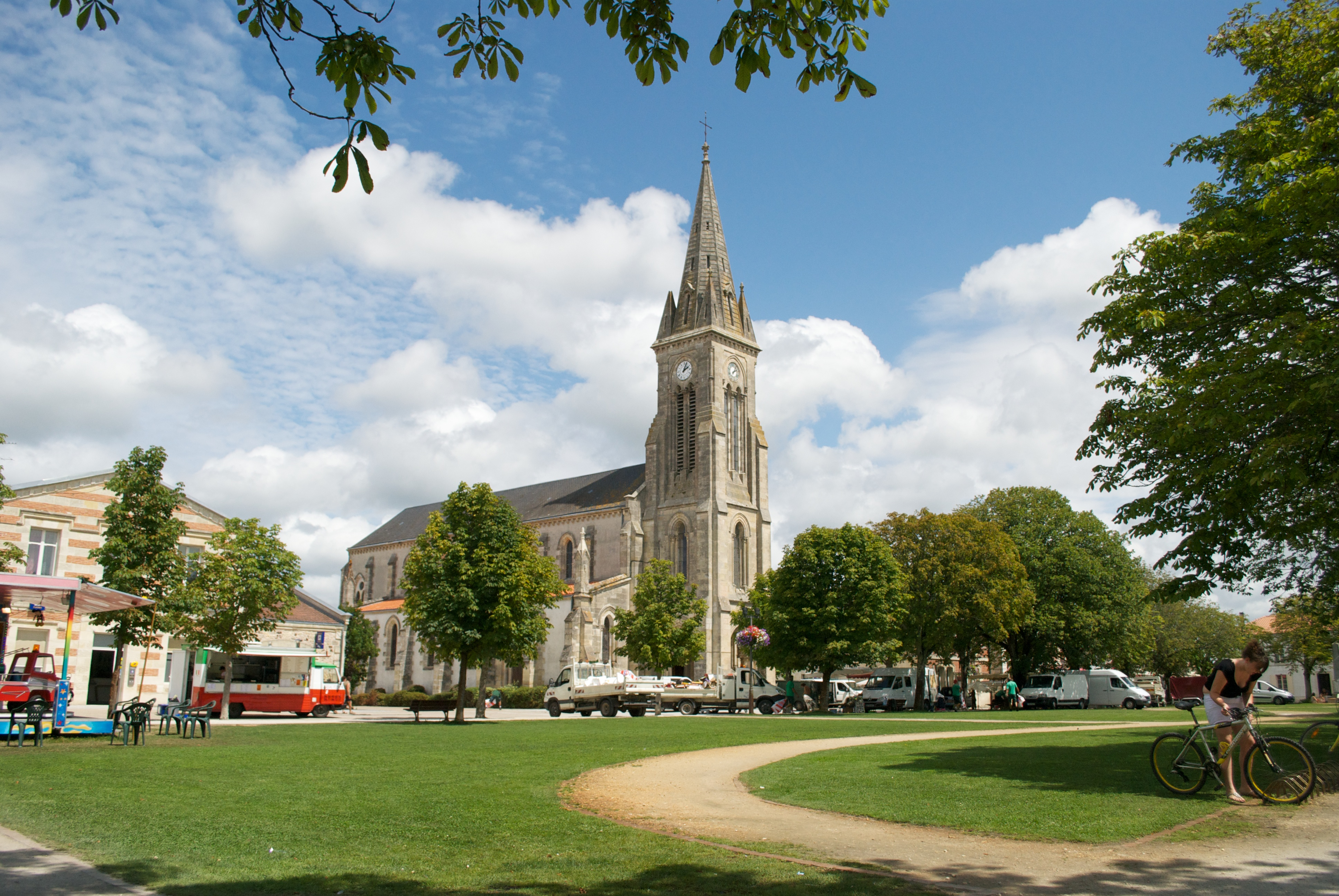
Place de l'Église à Hourtin-Ville.

La commune actuelle était connue jusqu’en 1628 sous le nom de Cartignac, Hourtin n’étant alors qu’un petit hameau du village.
À la révolution, l’actuelle commune de Hourtin s’est substituée à l’ancienne paroisse de Saint-Hélène d'Estang ou Saint-Hélène de l'Étang.
Le territoire de la commune est centré sur la Berle de Lupian. Au Moyen Âge, ce cours d’eau se déversait dans une baie ouverte sur l’océan,,. À son embouchure se trouvait un port et une ville appelée Luzerne ou Louvergne. L’avancée régulière des sables a conduit la baie à se refermer en lac, par ailleurs repoussé vers l'est. La mémoire collective relate que la ville a été engloutie par le recul du lac,. La population s’est repliée sur les bords du « lac doux de Medoc » ou « lac de Cartignac », où les cartographes du XVIIe siècle mentionnent l'Estang ou Sainte-Hélène au nord de Cartignac. Le lac remontait alors jusqu'à Pélous où un port donnait sur la baie au XIIIe siècle.
Les cartes du XVIIIe siècle diffèrent ; on y trouve du sud au nord : un autre Sainte-Hélène, Berre (l’actuel Lachanau, à l’embouchure de la Berle), Hourtin et Cartignac,. Sainte-Hélène, qui se situait au sud de la commune, a été à son tour détruite par les eaux (en 1628 ?) et a été supplantée par le village de Hourtin situé plus au nord.

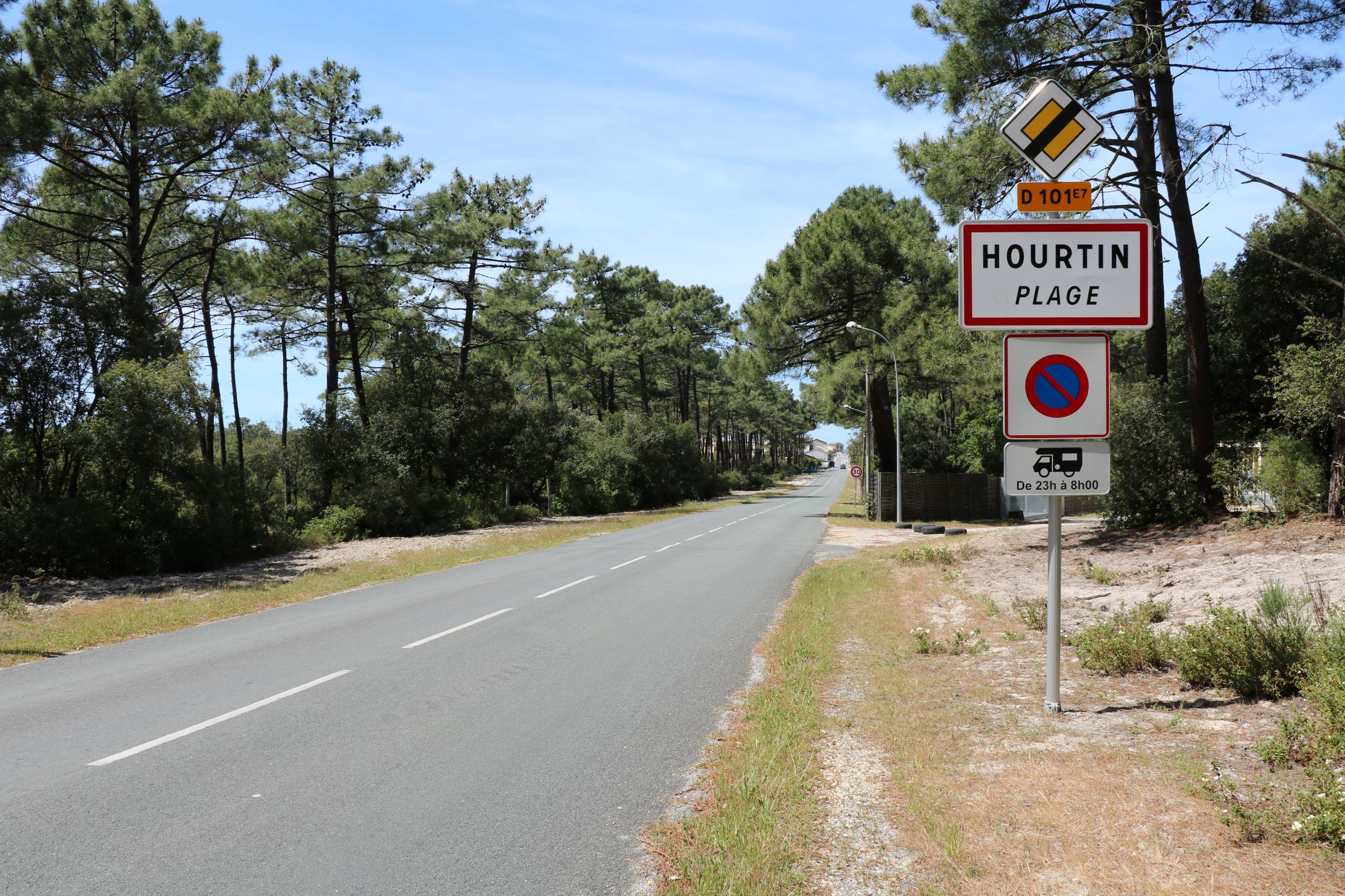
Panneau d'entrée de Hourtin-Plage.

Le prolongement du chemin de Contaut jusqu'à la mer est voté par le conseil municipal en 1921. En 1922, la commune fait une première demande à l'État d'une concession dans la forêt domaniale. Les travaux d'empierrage du chemin de Contaut jusqu'à la mer sont effectués en 1925. En 1927, la commune demande un échange de terrain avec l'État pour la création de la concession des Genêts. L'appellation Hourtin-Plage est votée en 1935. 192 parcelles sont vendues en 1937 et 18 maisons sont construites en 1938. Le camping de la Côte d'Argent ouvre ses portes en 1965 et accompagne l'essor du tourisme balnéaire.
Le hameau de Lachanau s'est constitué d'une façon particulière ; en effet, sur décision du conseil municipal en 1956, 12 familles bordelaises ont été autorisées à louer des terrains d'une superficie de 150 m2 et à édifier des constructions précaires et démontables. Les baux étaient résiliables tous les ans. Ce n'est qu'en 1989 que la mairie a décidé la mise en vente des parcelles aux locataires.

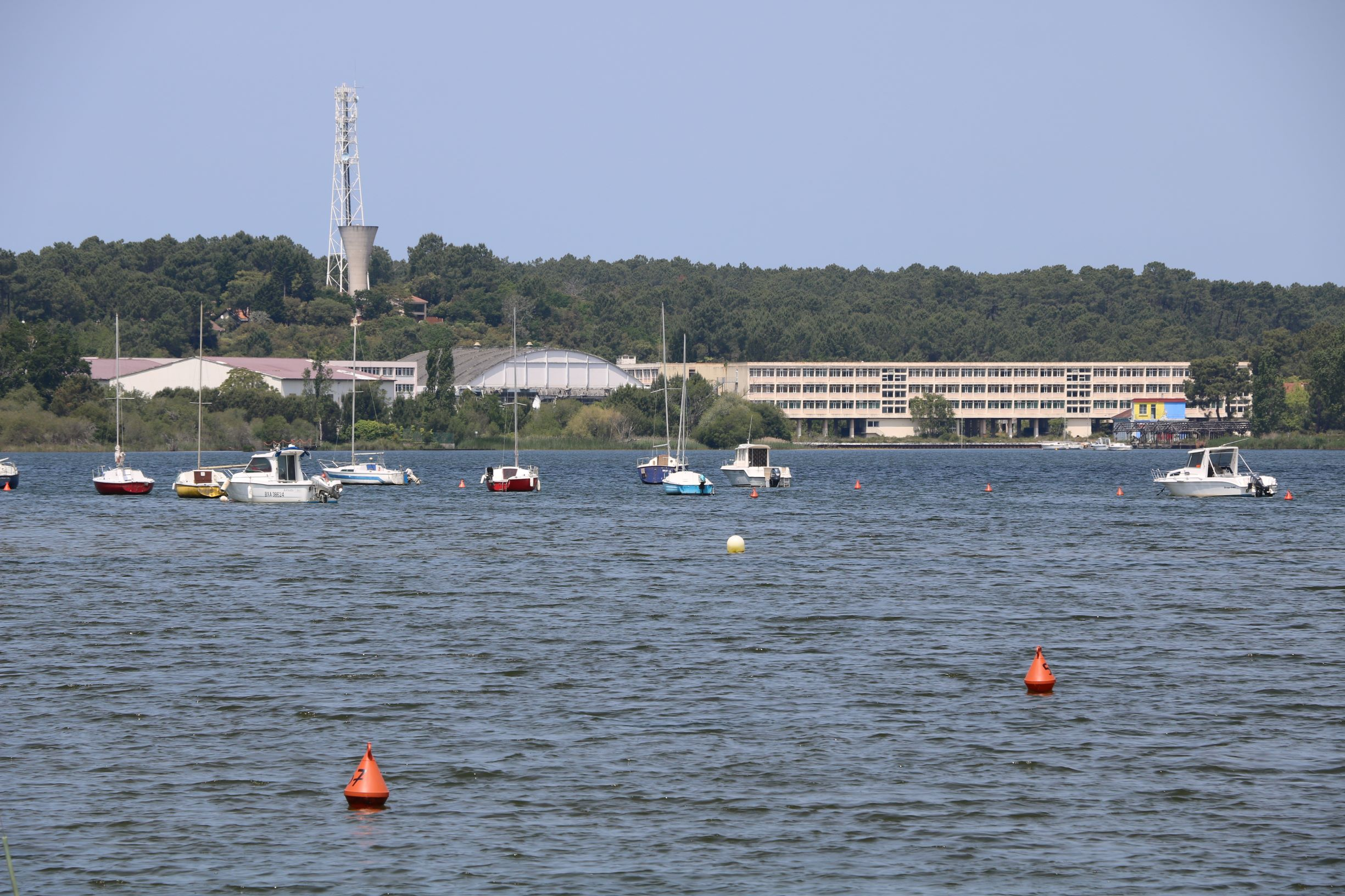
L'ancien Centre de Formation Maritime d'Hourtin (CFM) à Contaut.

C'est également sur le sol de la commune de Hourtin, en bordure du grand lac à Contaut, qu'était implanté le Centre de Formation Maritime de Hourtin (CFM). Construit entre 1925 et 1939 pour accueillir des hydravions et conservé après-guerre, le site est devenu un centre de formation pour les appelés de la marine nationale. Il pouvait accueillir 1 800 marins apprentis par mois et recensait 600 cadres permanents sur environ 27 hectares et 70 000 mètres carrés de bâti.
À la suite de la suspension du service militaire par Jacques Chirac, la base militaire a fermé ses portes en juin 2000.
En mai 1999, un an avant que les grilles du CFM ne soient cadenassées, la Fédération française de rugby renonce à s'y installer après avoir envisagé d'y créer le « Clairefontaine » du rugby. Fin 2009, alors que les permis d'aménager un complexe hôtelier et une base nautique sont signés, deux associations de défense de l'environnement déposent un recours et obtiennent l'annulation de la réalisation du port. Le projet de reconversion touristique n'a ainsi jamais abouti et le CFM reste à l'abandon malgré le rachat du site par un promoteur belge.

## Événements
Hourtin a accueilli pendant 25 ans l'« Université d'été de la communication » recevant de nombreuses personnalités, à la fin du mois d’août. Des industriels, institutionnels mais aussi responsables politiques et journalistes s'y retrouvaient. La dernière édition s'est tenue en 2004.
Depuis 1996, l'Université Musicale Hourtin Médoc avec son « Académie internationale de musique » accueille chaque année pendant les vacances scolaires de
Pâques de nombreux stagiaires : master classes, concerts, expositions.
De 2013 à 2021, la commune a accueilli le Leclerc Frenchman, un triathlon aux distances XXL : 3,8 km de natation, 180 km de vélo et 42,195 km de course à pied.
En plus des activités nautiques, de nombreux événements et animations sont organisés tout au long de l’année comme le Hourtin Surf System.
À noter également : le grand prix de l'Armistice, organisé par le Club de Voile d'Hourtin Médoc.
Le marché d'Hourtin se tient tous les jeudis matin, toute l'année, sur la place de l'Église. En période estivale (juillet-août), le marché se tient également les mardis et samedis matin, en plus d'un marché nocturne artisanal les lundis à Hourtin-Plage et les vendredis à Hourtin-Port.

## Politique et administration

### Liste des maires

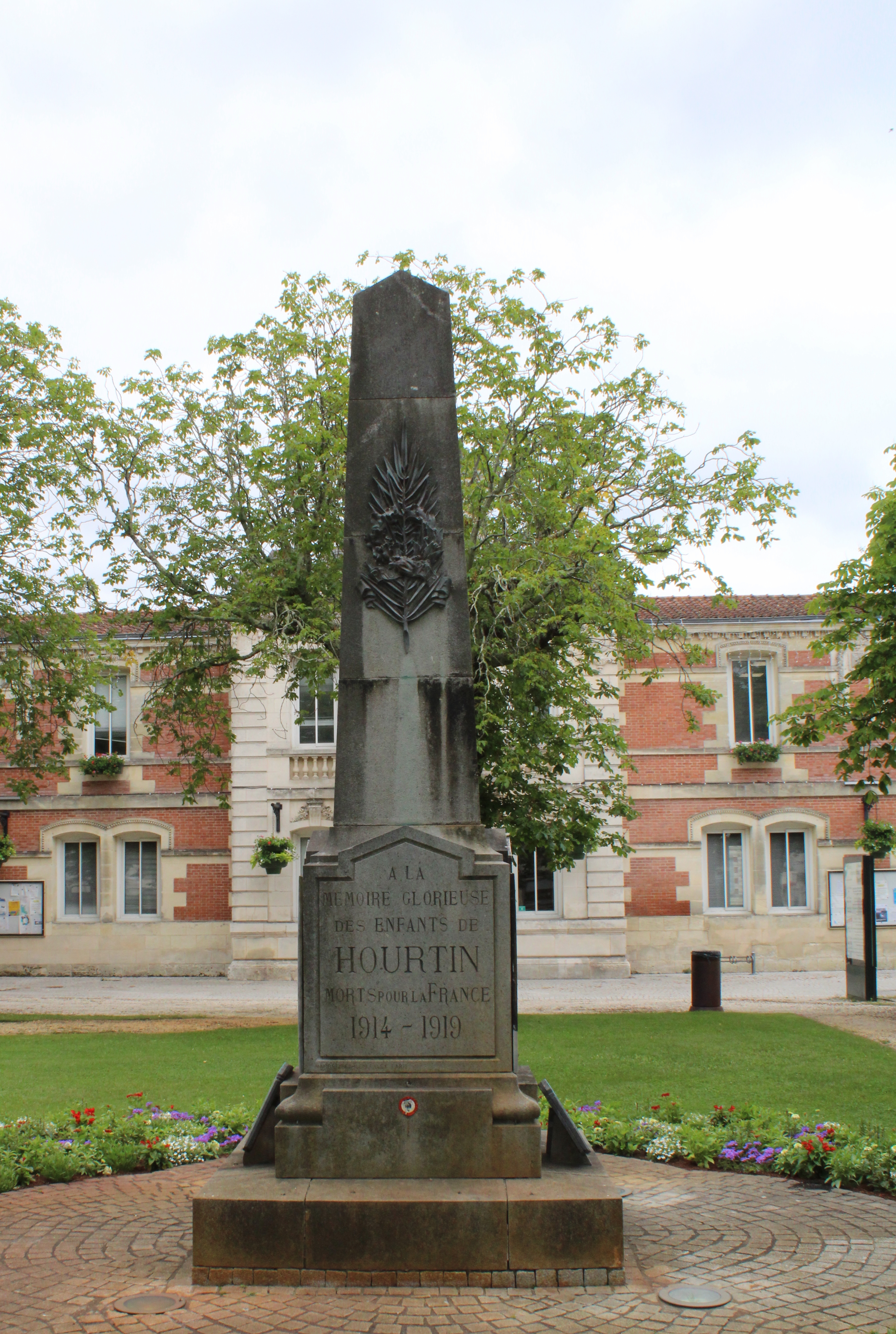
Le monument aux morts.

| Période                                  | Période   | Identité            | Étiquette | Qualité                        |
| ---------------------------------------- | --------- | ------------------- | --------- | ------------------------------ |
| ...                                      | mai 1953  | Fernand Tesnières   |           | Médecin                        |
| mai 1953                                 | août 1985 | Étienne Guy Tessier |           | Professeur de dessin           |
| août 1985                                | mars 1989 | Maurice Eyquem      |           | Dentiste en retraite           |
| mars 1989                                | mars 2001 | André-Roger Brousse | PS        | Cheminot                       |
| mars 2001                                | mars 2008 | Jean-Jacques Clavet | SE        | Chef d'entreprise              |
| mars 2008                                | mars 2014 | Christophe Birot    | SE        | Officier de Marine en retraite |
| mars 2014                                | En cours  | Jean-Marc Signoret  | DVD       | Chef d'entreprise              |
| Les données manquantes sont à compléter. |           |                     |           |                                |

## Démographie
| 1793  | 1800  | 1806  | 1821  | 1831  | 1836  | 1841  | 1846  | 1851  |
| ----- | ----- | ----- | ----- | ----- | ----- | ----- | ----- | ----- |
| 1 177 | 1 010 | 1 170 | 1 305 | 1 412 | 1 368 | 1 359 | 1 333 | 1 365 |

| 1856  | 1861  | 1866  | 1872  | 1876  | 1881  | 1886  | 1891  | 1896  |
| ----- | ----- | ----- | ----- | ----- | ----- | ----- | ----- | ----- |
| 1 435 | 1 441 | 1 307 | 1 237 | 1 242 | 1 204 | 1 243 | 1 303 | 1 293 |

| 1901  | 1906  | 1911  | 1921  | 1926  | 1931  | 1936  | 1946  | 1954  |
| ----- | ----- | ----- | ----- | ----- | ----- | ----- | ----- | ----- |
| 1 338 | 1 371 | 1 370 | 1 500 | 1 862 | 2 037 | 2 194 | 2 059 | 2 953 |

| 1962  | 1968  | 1975  | 1982  | 1990  | 1999  | 2005  | 2006  | 2010  |
| ----- | ----- | ----- | ----- | ----- | ----- | ----- | ----- | ----- |
| 2 128 | 2 063 | 2 290 | 2 048 | 2 072 | 2 324 | 2 473 | 2 404 | 3 235 |

| 2015  | 2020  | 2022  | - | - | - | - | - | - |
| ----- | ----- | ----- | - | - | - | - | - | - |
| 3 490 | 3 967 | 4 028 | - | - | - | - | - | - |

## Jumelages
Pontarddulais (Grande-Bretagne) depuis 1992

## Vie locale et patrimoine

### Lieux et monuments
- L'église Sainte-Hélène de Hourtin.
- La chapelle de bois de Contaut.
- Le musée d'Hourtin « Regards sur le Passé » situé dans une ancienne gare ferroviaire utilisée pour le transport du bois.
- Le phare de Hourtin dans les dunes littorales, inscrit au titre des monuments historiques depuis 2009[62].
- La forêt des Landes, la plus grande forêt artificielle d'Europe occidentale.
- Le lac de Hourtin et de Carcans au bord duquel est bâti le complexe touristique d'Hourtin-Port.
- Depuis 2008, au droit de l'étang de Hourtin-Carcans, une zone de protection spéciale (Natura 2000), totalement en superficie marine, couvre un territoire à forte concentration trophique qui attire poissons pélagiques et avifaune marine, en particulier à l'automne et en hiver qui voient le regroupement de nombreuses espèces de passage, ou hivernantes, comme le puffin des Baléares[63].
- Depuis 2009, une partie des dunes et des marais de Hourtin ainsi que de Naujac-sur-Mer est classée réserve naturelle nationale[64].

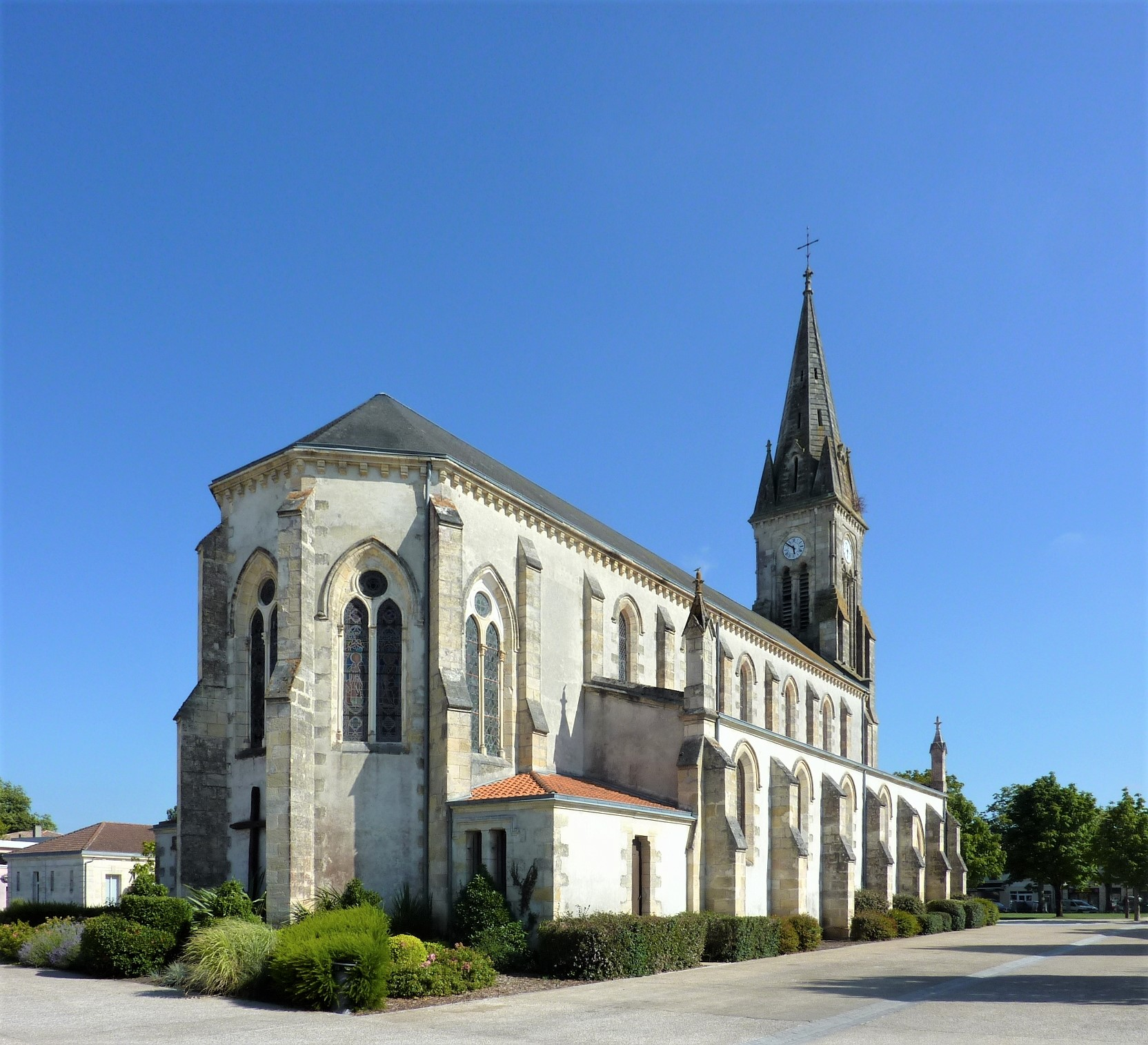
Église Sainte-Hélène.
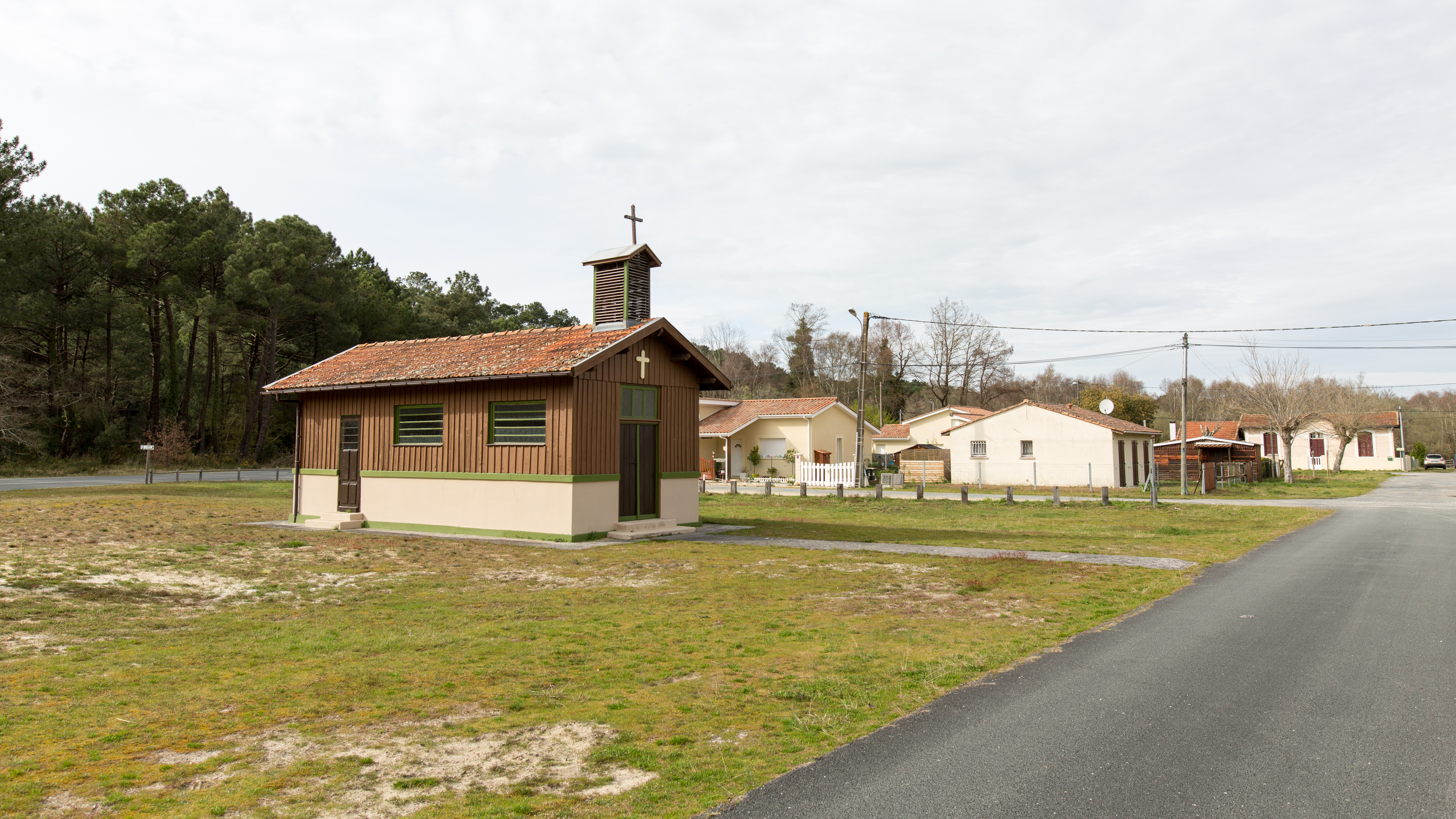
Chapelle de Contaut.
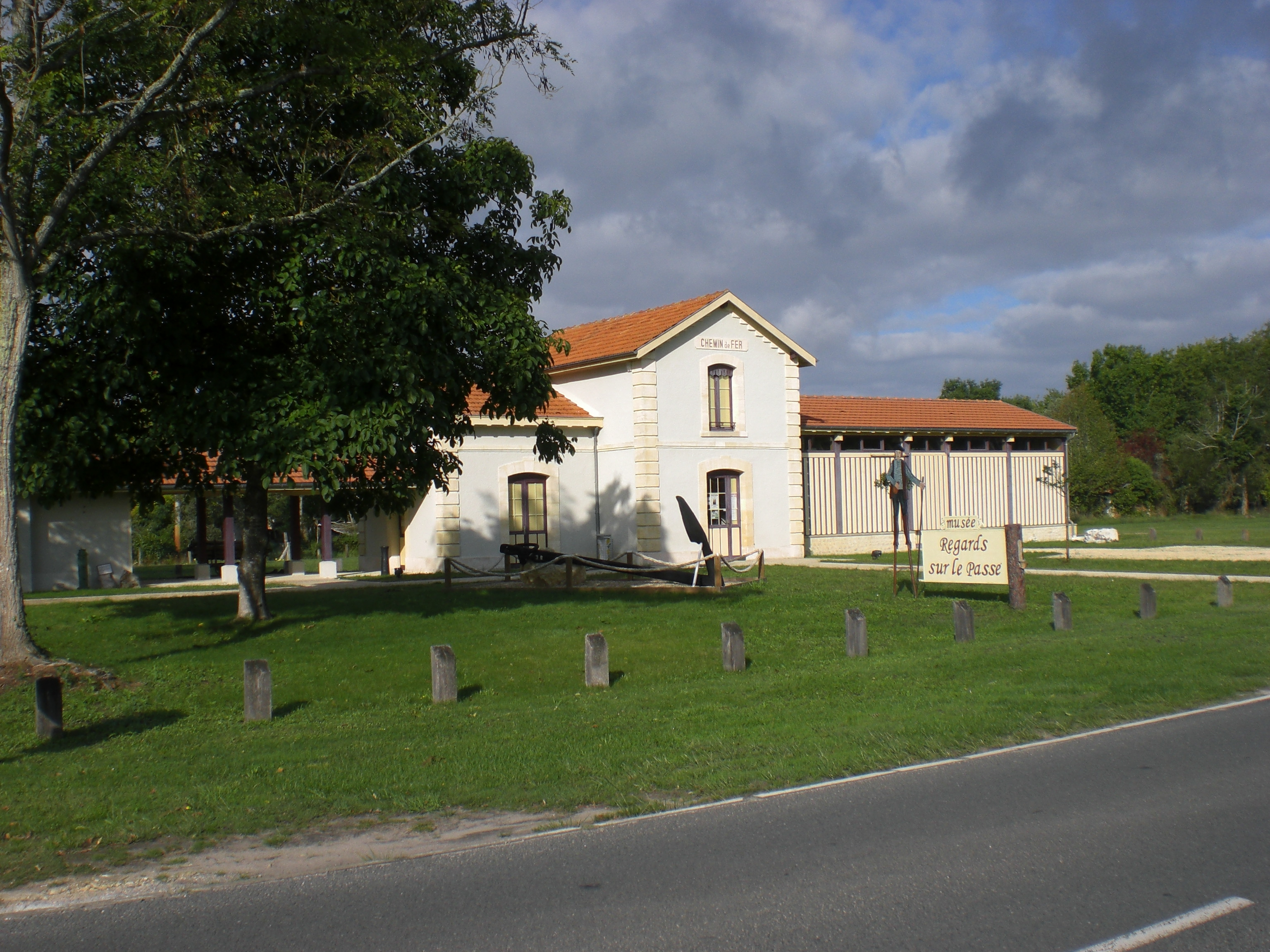
Musée « Regards sur le Passé ».
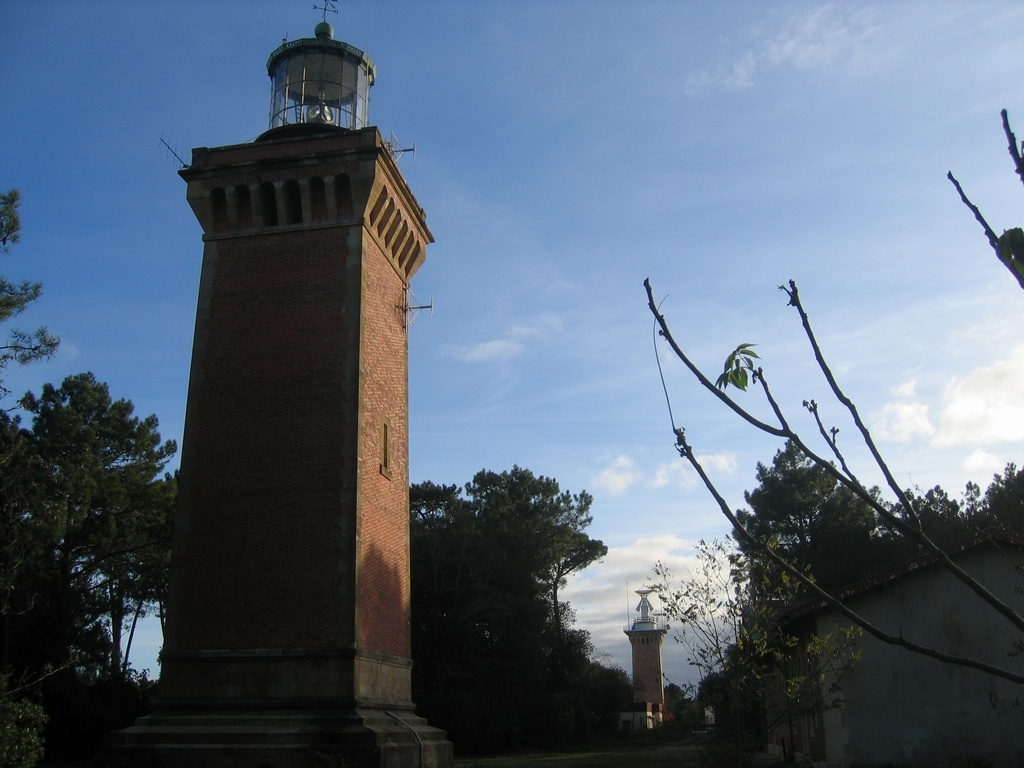
Phare de Hourtin et tour sud en arrière-plan.
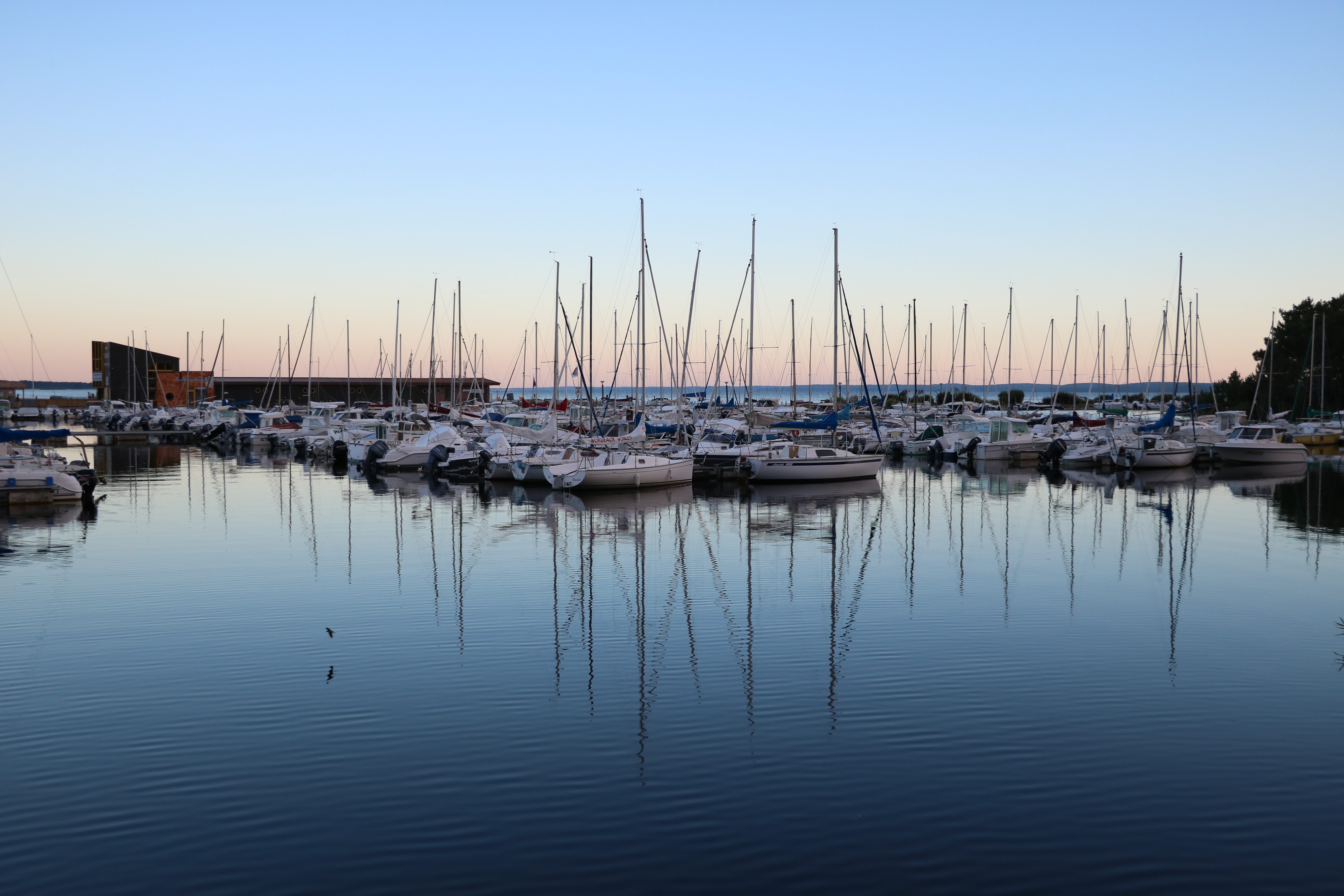
Port de plaisance « Serge Reigniez ».
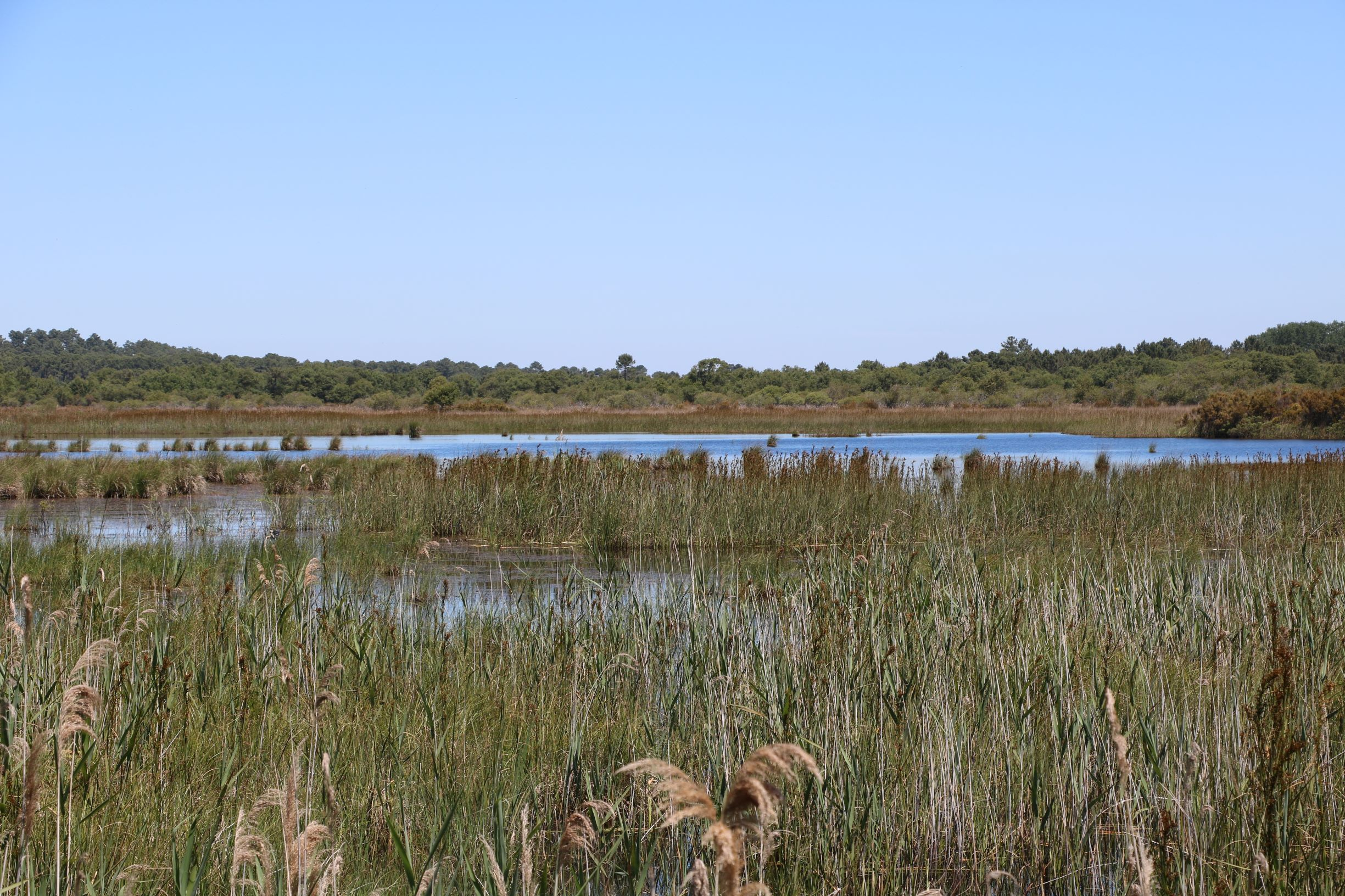
Marais de Contaut.

### Sports
- Spot de surf
- Voile
- Kitesurf
- Ski nautique
- Triathlon
- Cyclisme
- Équitation
- Tennis
- Paintball

### Personnalités liées à la commune
- Robert Le Masson

### Héraldique
| Blason de Hourtin | Blason  | Écartelé : au 1) de gueules au hapchot (outil de gemmeur) d’argent au 2) d’or à l’ancre de sable avec sa gumène du même, au 3) d’or au lion à la queue léopardée de sable, au 4) de gueules au voilier d’argent vu de front. |
| Blason de Hourtin | Détails | Le statut officiel du blason reste à déterminer. |

## Panorama

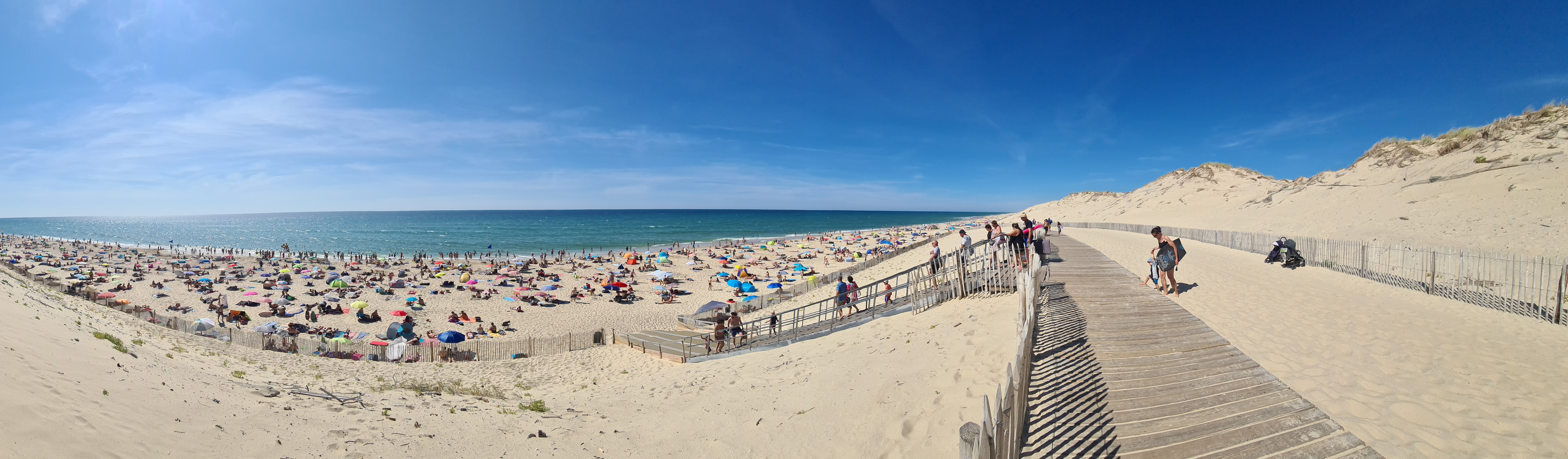
Hourtin-Plage en période estivale.

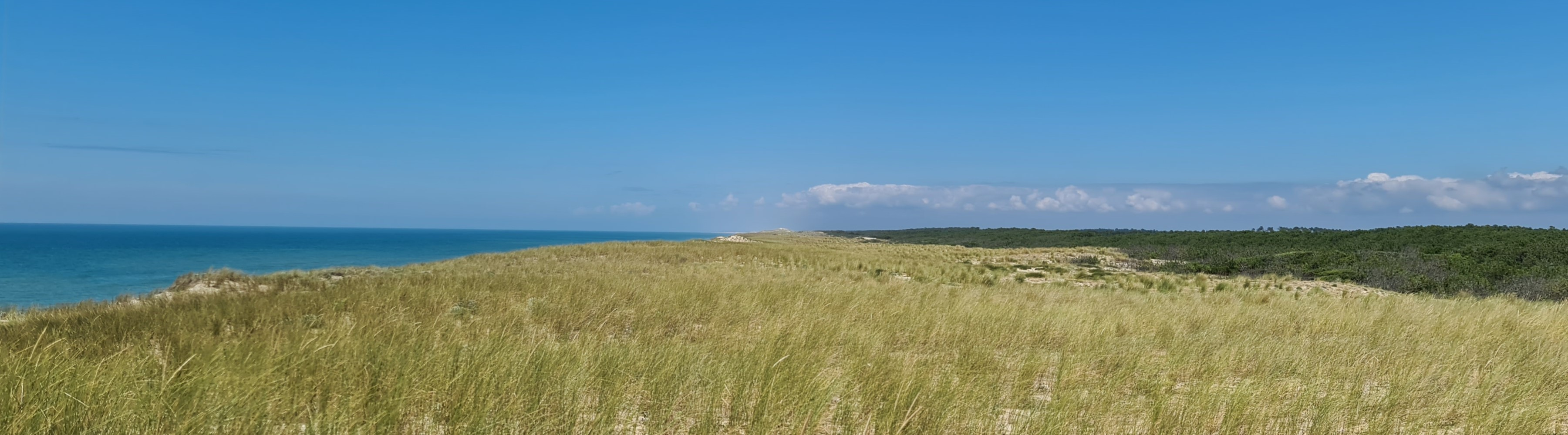
Dunes littorales et plantation d'oyats.

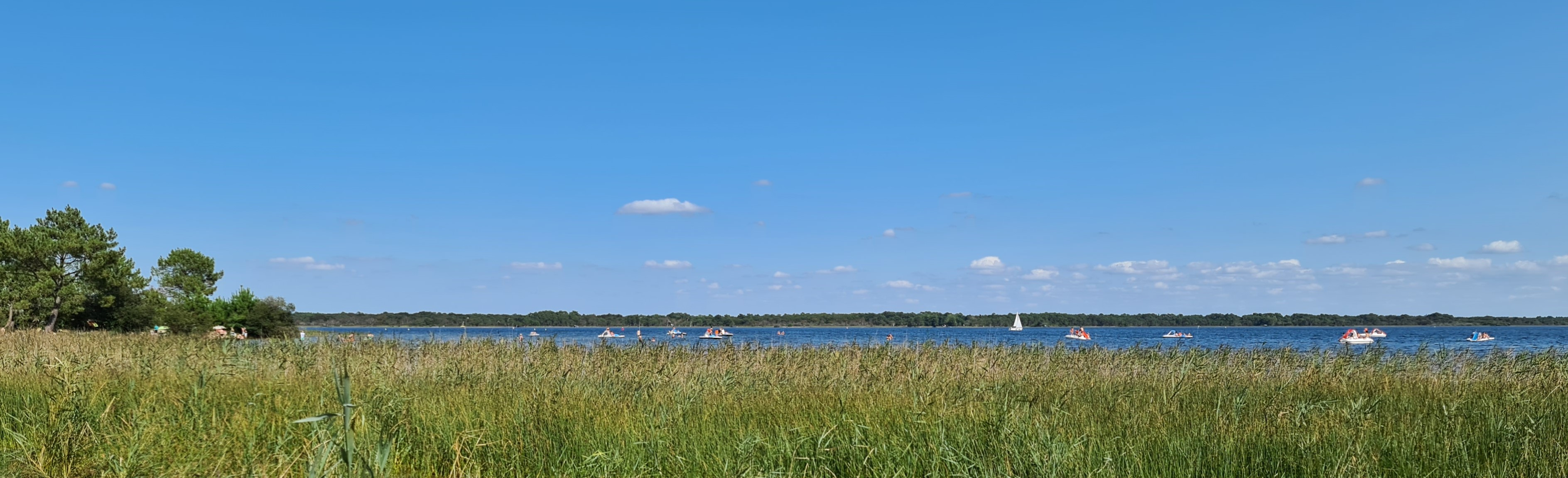
Le lac d'Hourtin en période estivale.